# 長崎県道57号神ノ浦港長浦線
長崎県道57号神ノ浦港長浦線（ながさきけんどう57ごう こうのうらこうながうらせん）は、長崎県長崎市を通る県道（主要地方道）である。

## 概要
長崎市神浦夏井町から長崎市長浦町に至る。
長崎市の西彼杵半島を横断して神浦地区と琴海地区を結ぶ。
長崎県道204号奥ノ平時津線との交点を境に路線状況が変わる。起点から長崎県道204号奥ノ平時津線交点までの区間はセンターラインのない区間があるが概ね片側1車線で整備されている。一方で長崎県道204号奥ノ平時津線交点から終点の区間は離合も困難なほど幅員の狭い道が続くいわゆる「険道」である。

### 路線データ
- 起点：長崎市神浦夏井町（国道202号交点）
- 終点：長崎市長浦町（長浦交差点、国道206号交点）
- 総延長：15.1 km

## 歴史
- 1993年（平成5年）5月11日 - 建設省から、県道神ノ浦港長浦線が神ノ浦港長浦線として主要地方道に指定される[1]。

## 地理

### 通過する自治体
- 長崎市

### 交差する道路
| 交差する道路              | 交差する場所 | 交差する場所      |
| ------------------------- | ------------ | ----------------- |
| 国道202号                 | 神浦夏井町   | 起点              |
| 長崎県道204号奥ノ平時津線 | 琴海戸根町   |                   |
| 国道206号                 | 長浦町       | 長浦交差点 / 終点 |

### 沿線
- 長崎市外海行政センター
- 神浦港
- 池島行きフェリー乗り場
- 神浦商店街
- 長崎市立神浦小学校
- 長崎市立神浦中学校
- 神浦川
  - そとめ神浦川河川公園
  - 大中尾棚田
  - 神浦ダム
- ながさき県民の森
- 照葉樹林
  - ヒメハルゼミ生息域
- 琴海赤水公園 - 大村湾南部沿岸を一望できる。
  - 赤水堤
  - 赤水開墾碑
- 戸根原川
- 長浦
- 長崎市琴海行政センター
- 長浦港